# Delawarisch
Delawarisch oder auch Lenape ist eine oder sind – je nach Bewertung – zwei eng verwandte Algonkin-Sprachen, gesprochen von den Ethnien der Unami und Munsee in der Gruppe der Lenni Lenape ursprünglich im Gebiet des Delaware River um die heutigen Städte Philadelphia und New York, mit der Vertreibung der Sprecher westwärts verstreut in Staaten des Mittleren Westens der USA und schließlich in Oklahoma (USA) sowie in Ontario (Kanada). In Moraviantown in Ontario leben noch einige Sprecher des Munsee, während der letzte Muttersprachler des Unami 2002 in Oklahoma starb. Es gibt Bemühungen in beiden Lenape-Gruppen, Kinder wieder zu fließenden Sprechern zu machen.

## Unterteilung und Eigenbezeichnung
Munsee und Unami stehen sich sehr nahe und sind deshalb besonders in der Vergangenheit als Dialekte der „Sprache der Lenni Lenape oder Delawaren“ (engl. Language of the Lenni Lenape or Delaware Indians) behandelt worden, so auch vom Herrnhuter Missionar David Zeisberger, der in seiner Grammatik bei der Beschreibung variierender grammatischer Strukturen nicht einmal die Namen der hierzu gehörenden „Dialekte“ erwähnt. Da sich die Dialekte trotz ihrer Ähnlichkeit in ihrer Syntax, Phonologie und im Wortschatz deutlich unterscheiden und Sprecher beider Dialekte diese als schwer oder nicht untereinander verständlich empfinden, werden sie in jüngerer Zeit als eigene Sprachen behandelt.
Die Sprecher beider delawarischen Sprachen nennen sich Lenni Lenape, „Wahre Menschen“, oder einfach Lenape, „Menschen“. Auf Unami wird dies /lənáːpe/ gesprochen und Lënape geschrieben, auf Munsee /lənáːpeːw/ gesprochen und Lunaapeew geschrieben. Eine Eigenbezeichnung der Sprache auf Munsee lautet Huluníixsuwaakan /hə̀lə̆ni·xsəwá·kan/ und auf Unami Lënapei èlixsuwakàn /ləná·pe èli·xsuwá·kan/. Sprache allgemein heißt Lixsëwakàn /̀li·xsuwá·kan/.
Während Lenape also die Eigenbezeichnung der Sprecher ist und so auch im Englischen auf alle Varianten der Sprache bezogen werden kann, wird die Sprachbezeichnung Lenape mitunter nur auf das Unami bezogen, wohingegen Delaware beide Dialekte bzw. Sprachen bezeichnet. Der Ausdruck Lunaapeew wird im englischsprachigen Zusammenhang aber von den Munsee durchaus auch als Sprachbezeichnung verwendet.
Das Exonym Delaware stammt von den englischen Siedlern, die zunächst den Delaware River nach dem Baron Lord De La Warr, dem Gouverneur der Kolonie Jamestown (Virginia), benannten und danach die dort lebenden Indigenen. Dieser Name blieb auch erhalten, als die Lenni Lenape lange nicht mehr dort lebten, und bezeichnet bis heute deren Sprachen.

## Abgrenzung von anderen Algonkin-Sprachen

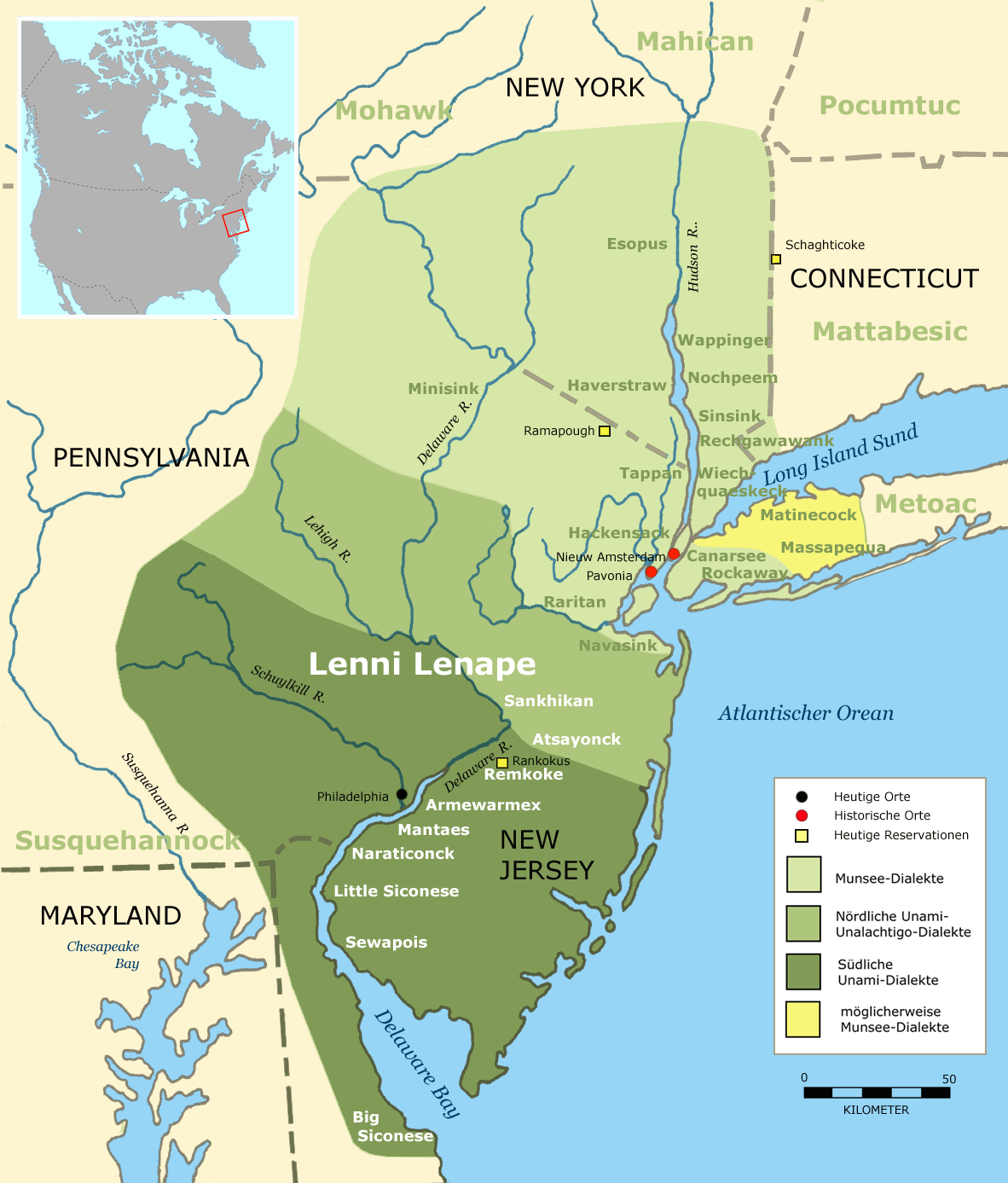
Siedlungsgebiete der delawarischen Ethnien Anfang des 17. Jahrhunderts

Anders als in den benachbarten Südlichen Neuengland-Algonkinsprachen wird beim Lenape angenommenes Ur-Ost-Algonkin *r als l realisiert, zu historischer Zeit sogar noch als r, so dass man von „R-Dialekten“ bzw. „L-Dialekten“ spricht, während man in der Nachbarschaft „N-Dialekte“ und „Y-Dialekte“ [⁠j⁠] findet. Das Wort für Mensch ist dementsprechend auf Unami lënu, auf Munsee lunuw, im Delaware-Pidgin des	17. Jahrhunderts rhenus, in den „Y-Dialekten“ Pequot-Mohegan [y]in und Plains-Cree iyiniw, im „N-Dialekt“ Narragansett dagegen nnin, auf Ojibwe inini. Angenommenes Ur-Ost-Algonkin *θ wird als x realisiert, während bei den östlichen Nachbarn stattdessen s auftritt. So heißt etwa „es ist rot“ auf Unami màxke und auf Munsee maxkeew, im benachbarten Pequot-Mohegan dagegen musqáyuw; Frau heißt auf Delawarisch xkwe bzw. oxkweew, auf Pequot-Mohegan dagegen sqá und auf Narragansett squàws.

## Historisches Sprachgebiet
Die Lenni Lenape kamen als eine der ersten Ethnien Nordamerikas Anfang des 17. Jahrhunderts mit den Europäern in Kontakt, und zwar mit den Schweden und den Niederländern. Zu dieser Zeit lebten sie in der Region um den unteren Hudson River und den Delaware River. Munsee wurde auf dem westlichen Long Island, am unteren Hudson im Gebiet der Stadt New York, angrenzenden Gebieten des Staates New York und auch am Delaware im nördlichen New Jersey gesprochen. Das Sprachgebiet der Unami lag südlich davon im südlichen New Jersey sowie in benachbarten Gebieten in Pennsylvania und Delaware.
Bereits im 19. Jahrhundert lebten die meisten Sprecher des Munsee in Ontario in Moraviantown, Munceytown und Six Nations, wo ihre Nachkommen noch heute leben. Nur noch in Moraviantown gibt es einige alte Menschen, die Delawarisch als Muttersprache sprechen. Die Nachkommen der Unami-sprachigen Bevölkerung finden sich heute überwiegend um Anadarko und Bartlesville in Oklahoma, wo der letzte fließende Sprecher Edward Thompson aus Bartlesville am 31. August 2002 starb. Seine Schwester Nora Thompson Dean (1907–1984) spielte eine zentrale Rolle bei der Dokumentation der Sprache.

## Sprachdenkmäler
Die meisten delawarischen Texte stammen aus der Zeit der Mission durch die Herrnhuter Brüdergemeine bei den Munsee in Pennsylvania und Ohio Ende des 18. und Anfang des 19. Jahrhunderts, wobei es sich um Übersetzungen von Auszügen aus der Bibel, christliche Lieder und andere christliche Texte handelt. Von Bedeutung sind unter anderem eine Übersetzung einer Harmonie der vier Evangelien, der Geschichte unsers Herrn und Heilandes Jesu Christi von Samuel Lieberkühn durch David Zeisberger (Elekup Nihillalquonk woak Pemauchsohalquonk Jesus Christ), Übersetzungen von Geschichten aus dem Alten und dem Neuen Testament von Abraham Luckenbach, eine Übersetzung der drei Episteln des Johannes durch C. F. Dencke sowie ebenfalls von David Zeisberger übersetze christliche Hymnen. David Zeisberger schrieb für seine Missionarskollegen auch ein Wörterbuch und eine Grammatik in deutscher Sprache, die als Manuskripte in der Herrnhuter Bibliothek in Bethlehem (Pennsylvania) aufbewahrt und erst posthum in englischer Übersetzung als Bücher herausgegeben wurden.
Bereits im 17. Jahrhundert schrieb Johannes Campanius eine Übersetzung des Kleinen Katechismus von Martin Luther in die von ihm so genannte „amerikanisch-virginische Sprache“ in Neuschweden (erschienen posthum 1696), bei der es sich um Delaware-Pidgin handelte.
Ein wichtiges Dokument in der Lenape-Sprache der Unami ist das von Constantine Samuel Rafinesque veröffentlichte Walam Olum, in dem der Ursprung der Welt und der Lenni Lenape beschrieben wird. Die Authentizität dieses Dokuments wird allerdings immer wieder angezweifelt.
Durch die Aktivitäten von Nora Thompson Dean in Oklahoma sind auch einige Geschichten auf Unami als Tonaufnahmen dokumentiert. In jüngster Zeit sind auch Lenape-Legenden aus dem Englischen ins Unami-Lenape übersetzt worden.

## Phonologie

### Konsonanten
Das Delaware hat folgende Konsonanten:
|           | Labial | Dental | Postalveolar | Velar | Glottal |
| --------- | ------ | ------ | ------------ | ----- | ------- |
| Plosiv    | p [⁠p⁠]  | t [⁠t⁠]  | č [⁠tʃ⁠]       | k [⁠k⁠] |         |
| Frikativ  |        | s [⁠s⁠]  | š [⁠ʃ⁠]        | x [⁠x⁠] | h [⁠h⁠]   |
| Nasal     | m [⁠m⁠]  | n [⁠n⁠]  |              |       |         |
| Lateral   |        | l [⁠l⁠]  |              |       |         |
| Halbvokal | w [⁠w⁠]  |        | y [⁠j⁠]        |       |         |

### Vokale
Das Munsee hat vier lange Vokale und fünf kurze, wobei der Mittlere Zentralvokal (Schwa) immer kurz ist:
|             | Vorder    | Zentral   | Hinter    |
| ----------- | --------- | --------- | --------- |
| Geschlossen | [iː], [⁠i⁠] |           | [oː], [⁠o⁠] |
| Mittel      | [eː], [⁠e⁠] | [⁠ə⁠]       |           |
| Offen       |           | [aː], [⁠a⁠] |           |

Das Unami hat je sechs lange und kurze Vokale, der Mittlere Zentralvokal (Schwa) kann also auch lang sein:
|             | Vorder    | Zentral   | Hinter    |
| ----------- | --------- | --------- | --------- |
| Geschlossen | [iː], [⁠i⁠] |           | [uː], [⁠o⁠] |
| Mittel      | [eː], [⁠e⁠] | [əː], [⁠ə⁠] | [ɔː], [⁠ɔ⁠] |
| Offen       |           | [aː], [⁠a⁠] |           |

## Rechtschreibsysteme
Zur Verschriftlichung der delawarischen Sprachen sind verschiedene Systeme verwendet worden. Historisch von größter Bedeutung ist das auf der deutschen Rechtschreibung basierende System des Herrnhuter Missionars David Zeisberger, das dieser für seine Bücher bei den Christlichen Munsee verwendete. Noch heute machen diese Bücher einen großen Teil des erhaltenen delawarischen Textcorpus aus.
Linguisten verwenden in ihren Veröffentlichungen eine phonemische Schrift für die Algonkin-Sprachen, deren Zeichen teilweise dem Internationalen Phonetischen Alphabet entnommen sind, teilweise aber auch den lateinischen Alphabeten der slawischen Sprachen.
Heute verwenden die Unami von Oklahoma und die Munsee von Ontario unterschiedliche Rechtschreibsysteme. Die Unterschiede können der folgenden Tabelle mit Wörtern beider Dialekte entnommen werden.

## Vokabular
Die folgende Tabelle zeigt die Unterschiede in Aussprache und Rechtschreibung von Unami und Munsee, darüber hinaus die traditionelle Schreibweise des Delawarischen der Missionszeit des 18. und 19. Jahrhunderts und des Delaware-Pidgin des 17. Jahrhunderts, in dem noch r statt l steht.
| Deutsch                   | Unami Delaware          | Unami (phonemisch)    | Munsee Delaware | Munsee (phonemisch) | Zeisberger, Heckewelder, Ettwein (18./19. Jh.) | Campanius (Pidgin 17. Jh.) |
| ------------------------- | ----------------------- | --------------------- | --------------- | ------------------- | ---------------------------------------------- | -------------------------- |
| eins                      | kwëti                   | kwə́t·i                | ngwuti          | nkwə́ti              | ngutti                                         | ciútte                     |
| zwei                      | nisha                   | ní·š·a                | niisha          | ní·ša               | nischa                                         | nissa                      |
| drei                      | naxa                    | naxá                  | nxaa            | nxá                 | nacha                                          | náha                       |
| vier                      | newa                    | né·wa                 | neewa           | né·wa               | newo                                           | næwo                       |
| fünf                      | palenàxk                | palé·naxk             | naalan          | ná·lan              | palenach                                       | pareenach                  |
| sechs                     | kwëtash                 | kwə́t·a·š              | nkwutash        | nkwə́ta·š            | guttasch                                       | ciuttas                    |
| sieben                    | nishash                 | ní·š·a·š              | niishash        | ní·ša·š             | nischasch                                      | nissas                     |
| acht                      | xash                    | xá·š                  | xaash           | (n)xá·š             | chaasch                                        | haas                       |
| neun                      | pèshkunk                | pé·škunk              | nooli           | nó·li·              | peschgonk                                      | paéschun                   |
| zehn                      | tèlën                   | télən                 | wiimpat         | wí·mpat             | tellen                                         | thæræn                     |
| Frau                      | xkwe                    | xkwé·                 | oxkweew         | oxkwé·w             | ochqueu                                        | ãquæo                      |
| Mann                      | lënu                    | lə́nu                  | lunuw           | lə́nəw               | lenno                                          | rhenus                     |
| Mensch, Lenape            | lënape                  | ləná·pe·              | lunaapeew       | ləná·pe·w           | lenape                                         | renappi                    |
| Lenape-Frau               | lënapèxkwe              | lə́napé·xkwe           | lunaapeexkwe    | lə́na·pé·xkwe        |                                                |                            |
| meine Mutter              | nkahès                  | nkáhes                | nguk            | nkuk                | gahowes, guka (Mutter)                         | kahæss (Mutter)            |
| mein Vater!               | nuxa                    | núx·a                 | noxwe           | nóxwe               | nocha, noch                                    | nῶk                        |
| Hund                      | mwekane                 | mwé·kane·             | mwaakaneew      | mwá·kane·w          | allum moekaneu                                 | arúm                       |
| Schwein                   | kwëshkwësh, kwëshkwëtët | kwə́škwəš, kwəshkwə́tət | kooshkoosh      | kó·ško·š            | goschgosch                                     | kwskus                     |
| Biber                     | tëmakwe                 | təmá·kwe              | amoxkw          | amóxkw              | ktemaque, amochk                               | tamaque                    |
| Bär                       | màxkw                   | máxkw                 | maxkw           | máxkw               | machque                                        | mackh                      |
| es ist rot                | màxke                   | máxke·                | maxkeew         | máxke·w             | machkeu                                        | mæckhhchæck                |
| es ist blau               | aone                    | á·one·                | oolihkeew       | ó·lihke·w           | schiwa'pew, wulih'ke                           |                            |
| es ist grau/braun         | wipunkwe                | wi·púnkwe·            | wiipongweew     | wi·ponkwe·w         | wipunxit                                       |                            |
| es ist weiß               | ope                     | ó·pe·                 | waapeew         | wá·pe·w             | wapaleechen                                    | wópe, wopæak               |
| es ist schwarz            | sëke                    | sə́ke·                 | nzukeew         | nsə́ke·w             | sukeu                                          |                            |
| es ist grün               | àskàskwe                | askáskwe·             | askaskweew      | askáskwe·w          | asgask, askasqueu                              |                            |
| es ist gut                | wëlët                   | wələ́t                 | wulut           | wələ́t               | wulit                                          | oret                       |
| Wapiti (elk) Elch (moose) | mus pàkakwënèt          | mu·s paká·kwənet      | moos            | mo·s                | mos                                            |                            |
| Hirsch                    | ahtuhw                  | ahtúhw                | atoh            | atóh                | achtu                                          | hartῶ                      |
| Eichhörnchen              | xanikw                  | xaní·kw               | psakwulunjeew   | psakwələ́nje·w       | haniqus, anicus                                |                            |
| Wolf                      | tëme                    | tə́me                  | wiixcheew       | wí·xče·w            | timmeu („veraltet“), wiechcheu                 | tymmæ                      |
| Waschbär                  | nahënëm                 | náhənəm               | eespun          | é·spən              | nachenum espan                                 | nahanum (Schwed.: asspann) |
| Grauer Fuchs              | òkwës                   | ókwəs                 |                 |                     | woakus                                         | hóckus                     |
| Schwarzer Fuchs           | wëlalëwes               | wəláləwe·s            | xwaaluwees      | xwa·lə́we·s          | wulalowe                                       |                            |
| Schlange                  | xkuk                    | xkó·k                 | axkook          | áxko·k              | achgook                                        | hokook                     |
| Frosch                    | chahkol                 | čáhkol                | chkwal          | čkwál               | tsquall                                        |                            |
| Schildkröte               | tahkox                  | táhkox                | takwax          | tákwax              | tachquoch                                      |                            |
| Truthahn                  | chikënëm                | čí·kənəm              | puleew          | pəlé·w              | bloeu, ploeu, tschikenum („arch.“)             | síckenem                   |
| Baum                      | hìtkuk                  | hítku·k               | míhtukw         | míhtukw             | hittuk, mehittuk                               | hættog                     |
| Mais                      | xàskwim                 | xáskwi·m              | xwaskwiim       | xwáskwi·m           | chasquem                                       |                            |
| Kürbis                    | kèskùnthàkw             | keskúnthakw           | mahkahkw        | máhkahkw            | machoachk, geskundliak („veraltet“)            |                            |
| Geist                     | manëtu                  | mánət·u               | manutoo         | mánət·o             | manitto                                        |                            |
| Teufel                    | mahtan'tu               | mahtán'tu             | mahtan'toow     | mătán'to·w          | machtando                                      |                            |
| Haus                      | wikëwam                 | wí·kəwam              | wiikwahm        | wí·kwahm            | wikwam                                         | wickῶmen                   |
| Schuh                     | haksën, chipàkw         | háksən, čí·pa·kw      | mahksun         | máhksən             | machtsin, machtschipak, [schwonnachqu]axen     | síppack                    |
| Messer                    | kshikàn                 | kší·kan               | paxkshiikan     | paxkší·kan          | pachkschikan, kschikan                         | paxíckan                   |
| Wasser                    | mpi                     | mpi                   | mbuy            | mpí·                | mbi                                            | bij                        |
| Schnee                    | kun                     | ku·n                  | koon            | ko·n                | guhn                                           | kuun                       |
| Hand                      | ëlënch                  | ə́lənč                 | naxk            | náxk                | nachk                                          | nach, ãlænskan, laénskan   |
| Herz                      | tèh                     | té·h                  | deeh            | té·h                | wdee                                           | chitto, kitte              |
| es/sie isst               | mitsu                   | mí·tsu                | miichuw         | mí·čuw              | mizin (to eat)                                 |                            |
| es ist kalt               | thè                     | thé·                  | theew           | thé·w               | teu                                            | thæwo                      |
| Winter                    | luwàn                   | lú·wan                | loowan          | ló·wan              | lowan                                          | rhoongor                   |

## Verwendung in amerikanischer Literatur
James Fenimore Cooper verwendet für einen seiner Helden im Romanzyklus Lederstrumpf den Namen Chingachgook. Dieser Name mit der Bedeutung „große Schlange“ taucht in dieser Form als Wortbeispiel in einer Liste mit großen Lebewesen in einer Korrespondenz des Herrnhuter Missionars John Heckewelder bei den Munsee über indigene Sprachen auf. Da sich die delawarische Rechtschreibung der Herrnhuter am Deutschen orientierte, wurde das delawarische Wort /xiŋɡaxˈgoːk/ chingachgook geschrieben und wie im Deutschen ausgesprochen (ch am Anfang und in der Mitte als „Ach-Laut“ /x/, gebildet aus chingue „groß“ und achgook „Schlange“). In der Unami-Sprache des 20. Jahrhunderts heißt „große Schlange“ xinkwi xkuk /xiŋɡwixˈkuːk/. Cooper übernahm den Namen offenbar, ohne über die Aussprache Bescheid zu wissen. Seitdem wird der Name der Romanfigur entgegen der korrekten Aussprache /tʃiŋɡatʃˈguːk/ gesprochen, und das nicht nur im Englischen, sondern auch im Deutschen und im Russischen, wo der Name als Чингачгук transkribiert wird. Der Name seines Sohnes Uncas, der mit dem historischen Mohegan-Sachem Uncas kaum Gemeinsamkeiten hat, ist dagegen dem Pequot-Mohegan entnommen, wo wôks /wãks/ „Fuchs“ bedeutet, während das entsprechende delawarische Wort woakus (historisch) bzw. òkwës /ˈokwəs/ (Unami) ist, in der Sprache der Mahican, mit denen Cooper die Mohegan in einen Topf „Mohicans“ wirft, waugoos[us]. Chingachgook fand auch Eingang in einen DEFA-Spielfilm von 1967, Chingachgook, die große Schlange, in dessen deutschsprachiger Originalversion die beiden ch unterschiedlich gesprochen werden, nämlich /tʃiŋɡaxˈgoːk/.

## Delawarische Literatur

### Christliche Texte
- Abraham Luckenbach, Samuel Lieberkühn: Scripture narratives from the New Testament in the Delaware language. 1801~1806. 158 Seiten.
- Nek Nechenenawachgissitschik Bambilak naga Geschiechauchsitpanna Johannessa Elekhangup. The three epistles of the Apostle John. Translated into Delaware Indian, by C. F. Dencke. Daniel Fanshaw, New York 1818. Google Books.
- Elekup Nihillalquonk woak Pemauchsohalquonk Jesus Christ. The history of our Lord and Saviour Jesus Christ: comprehending all that the four evangelists have recorded concerning him: all their relations being brought together in one narration, so that no circumstance is omitted, but that inestimable history is continued in one series, in the very words of Scripture. Translated into Delaware by David Zeisberger. Daniel Fanshaw, New York 1821. Online auf archive.org. 
  - Übersetzung des Werkes von Samuel Lieberkühn: Die Geschichte unsers Herrn und Heilandes Jesu Christi aus den vier Evangelisten zusammen gezogen. Verlegt und zu finden in der Buchhandlung der evangelischen Brüderunität, bey C. E. Senft. Gnadau 1820. Online auf archive.org.
- Newinachke & guttasch pipinasiki gisehekhasiki elekpanni wendenasiki ontschi mechoweki nachgundowoagani bambil. Forty-six select scripture narratives from the Old Testament, embellished with engravings, for the use of Indian youth. Translated by Abraham Luckenbach. Daniel Fanshaw, New York 1838. Online auf archive.org.
- Abraham Luckenbach (Hrsg.): A collection of hymns for the use of the Delaware Christian Indians of the missions of the United Brethren of North America. Translated by David Zeisberger. J. & W. Held, Bethlehem 1847. Online auf archive.org.
- Martin Luther (Autor), Johannes Campanius Holmiensis (Autor und Übersetzer): Lutheri Catechismus. Öfwersatt på American-Virginiske Språket. Tryckt vthi thet af Kongl. Maytt. privileg. Burchardi Tryckeri, af J.J. Genath, f. Stockholm 1696. Online auf archive.org.

### Sonstiges
- Constantine Samuel Rafinesque: The Walam Olum, or Red Score, of the Lenâpé. In: Daniel Garrison Brinton: The Lenâpé and their legends. D.G. Brinton, Philadelphia 1885. S. 169–217.